# Elezioni europee del 2014 in Polonia
Le elezioni europee del 2014 in Polonia si sono tenute il 25 maggio per eleggere la delegazione polacca al Parlamento europeo. Gli elettori hanno scelto 51 eurodeputati, rispetto al 50 della precedente legislatura (già nel dicembre 2011, per effetto del Trattato di Lisbona, era stato assegnato un ulteriore deputato alla Polonia, appartenente al Partito Popolare, portando il numero dei deputati a 51). Il numero dei deputati europeo segue la ripartizione dei seggi al Parlamento europeo, il che significa che la Polonia ha diritto al 6% dei seggi del Parlamento.

## Risultati
| Liste  | Liste | Gruppo | Voti      | %      | +/-    | Seggi | +/-     |
| ------ | --- | ------ | --------- | ------ | ------ | ----- | ------- |
|        | Piattaforma Civica (PO) | PPE    | 2.271.215 | 32,13  | 12,30  | 19    | 6       |
|        | Diritto e Giustizia (PiS) Include: Destra della Repubblica                                                                                   | ECR    | 2.246.870 | 31,78  | 2,43 · | 19 1  | 4 ·     |
|        | Alleanza della Sinistra Democratica - Unione del Lavoro • Alleanza della Sinistra Democratica (SLD) • Unione del Lavoro (UP)                 | - S&D  | 667.319   | 9,44   | 2,90 · | 5 4 1 | 2 · 2 · |
|        | Congresso della Nuova Destra (KNP) | NI     | 505.586   | 7,15   | nuovo  | 4     | 4       |
|        | Partito Popolare Polacco (PSL) | PPE    | 480.846   | 6,80   | 0,21   | 4     | 1       |
|        | Polonia Solidale (SP) | -      | 281.079   | 3,98   | nuovo  | -     | Stabile |
|        | Europa Plus (E+) • Movimento Palikot (RP) • Partito Democratico (PD) • Partito Polacco del Lavoro (PPP) • Socialdemocrazia di Polonia (SDPL) | -      | 252.779   | 3,58   | nuovo  | -     | Stabile |
|        | Polonia Insieme (PRJG) | -      | 223.733   | 3,16   | nuovo  | -     | Stabile |
|        | Movimento Nazionale (RN) • Campo Radicale Nazionale (ONR) • Gioventù di Tutta la Polonia (MW) • Unione per la Politica Reale (UPR)           | -      | 98.626    | 1,40   | nuovo  | -     | Stabile |
|        | Partito Verde | -      | 22.481    | 0,32   | -      | -     | Stabile |
|        | Democrazia Diretta (DB) | -      | 16.222    | 0,23   | nuovo  | -     | Stabile |
|        | Autodifesa della Repubblica Polacca (SO) | -      | 2.729     | 0,04   | 1,42   | -     | Stabile |
| Totale | Totale | Totale | 7.069.485 | 100,00 |        | 51    | 1       |